# Monochelus sagae
Monochelus sagae är en skalbaggsart som beskrevs av Louis Albert Péringuey 1908. Monochelus sagae ingår i släktet Monochelus och familjen Melolonthidae. Inga underarter finns listade i Catalogue of Life.